# Мансудэ (зал заседаний)
Мансудэ (кор. 만수대 의사당) — здание Верховного Народного собрания КНДР, в том числе зал заседаний, расположенное в центральном районе Пхеньяна, столицы Корейской Народно-Демократической Республики.
Находится рядом с Музеем корейской революции на р. Тэдонган. До войны в Корее на территории здания располагалась бывшая Пхеньянская женская тюрьма.
Назван по имени холма Мансудэ в одноименном районе Пхеньяна. Строительство было завершено в октябре 1984 года, его общая площадь составила 45 000 м².
Вмещает главный конференц-зал площадью 43000 м² рассчитан на 2000 мест для членов Верховного Народного собрания, имеет систему синхронного перевода в зале, способную переводить одновременно с десяти иностранных языков. Здание построено в духе советской сталинской архитектуры, включая самобытные корейские конструктивные элементы. Здесь раз в год собирается Верховное народное собрание КНДР.

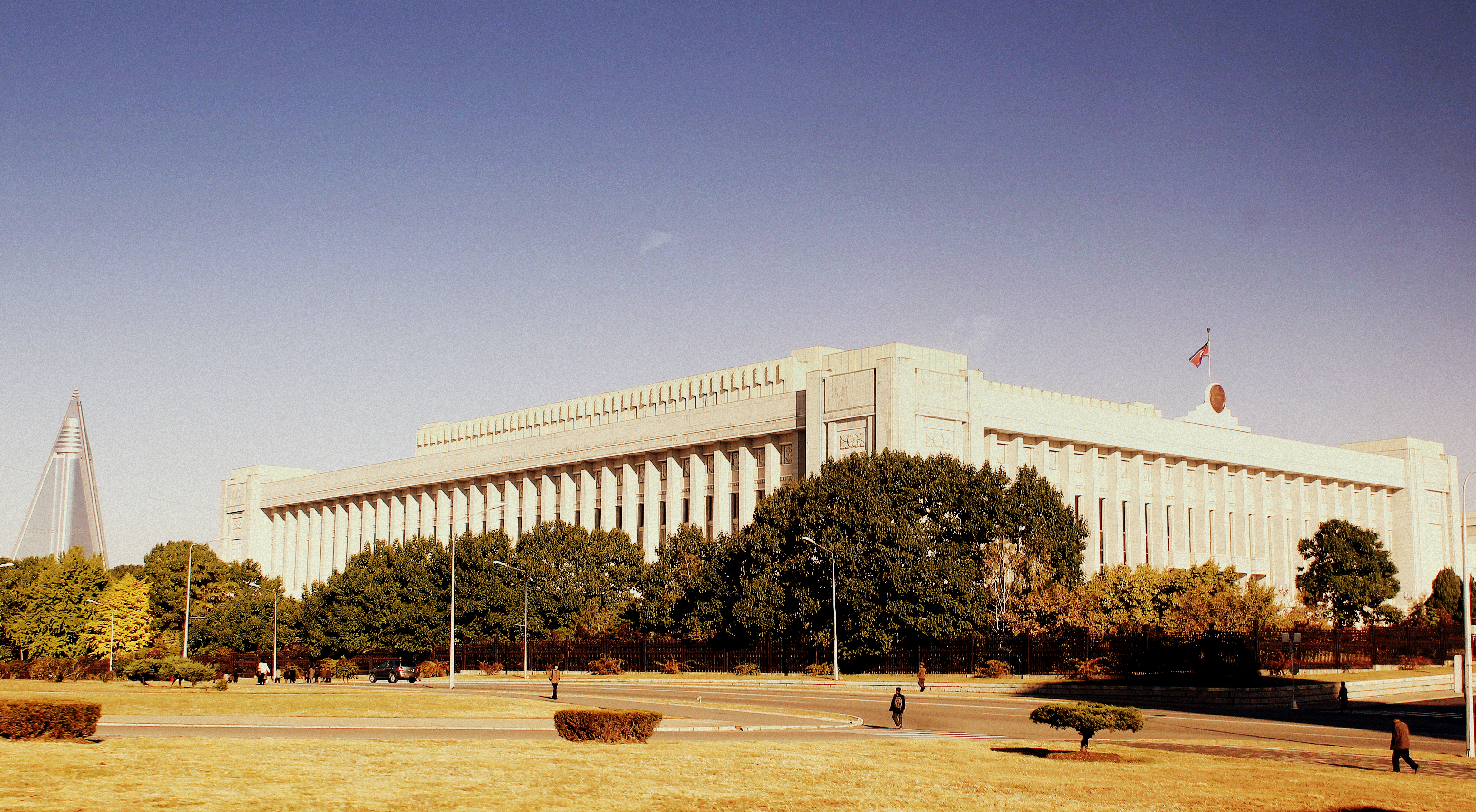
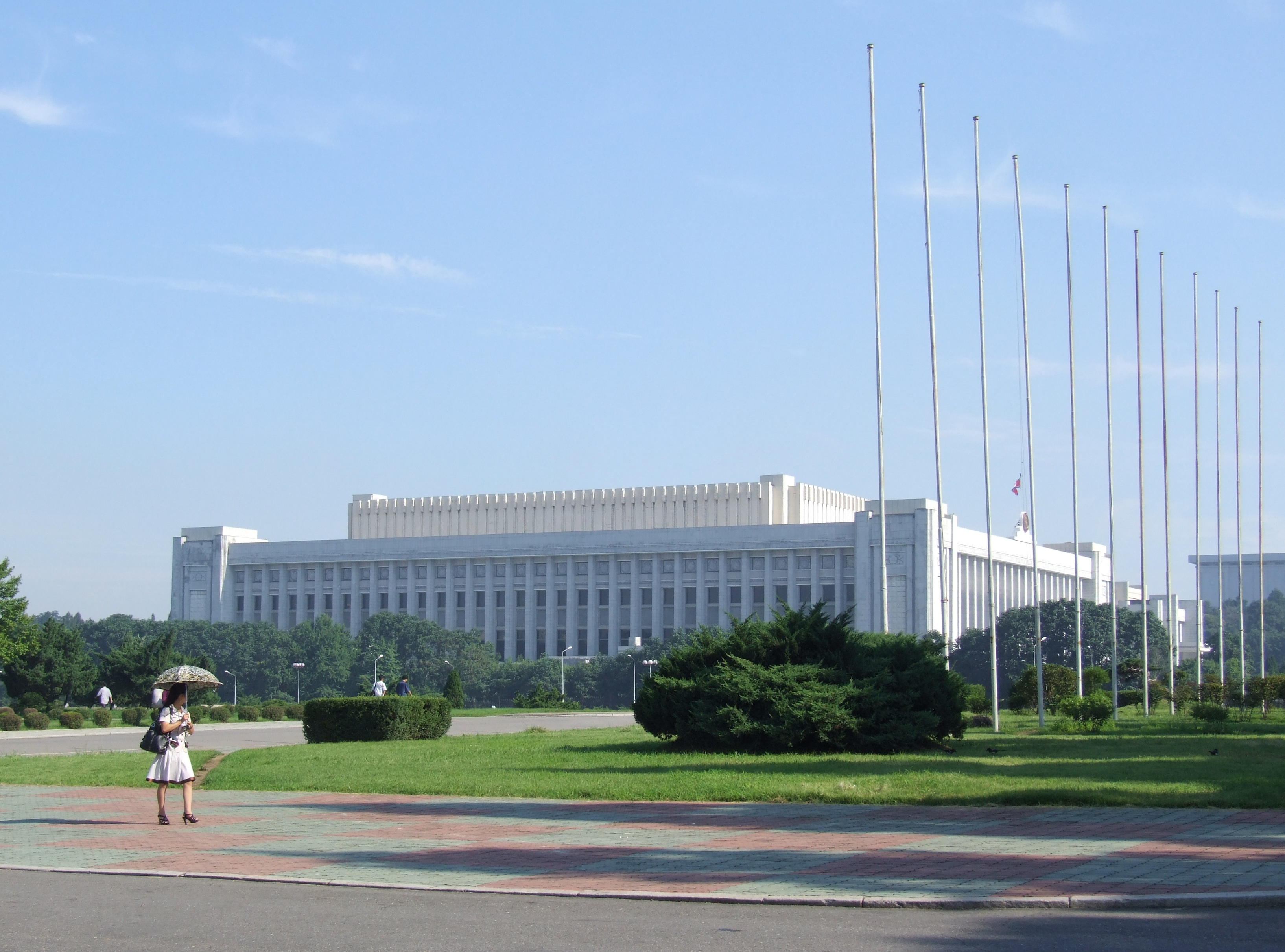
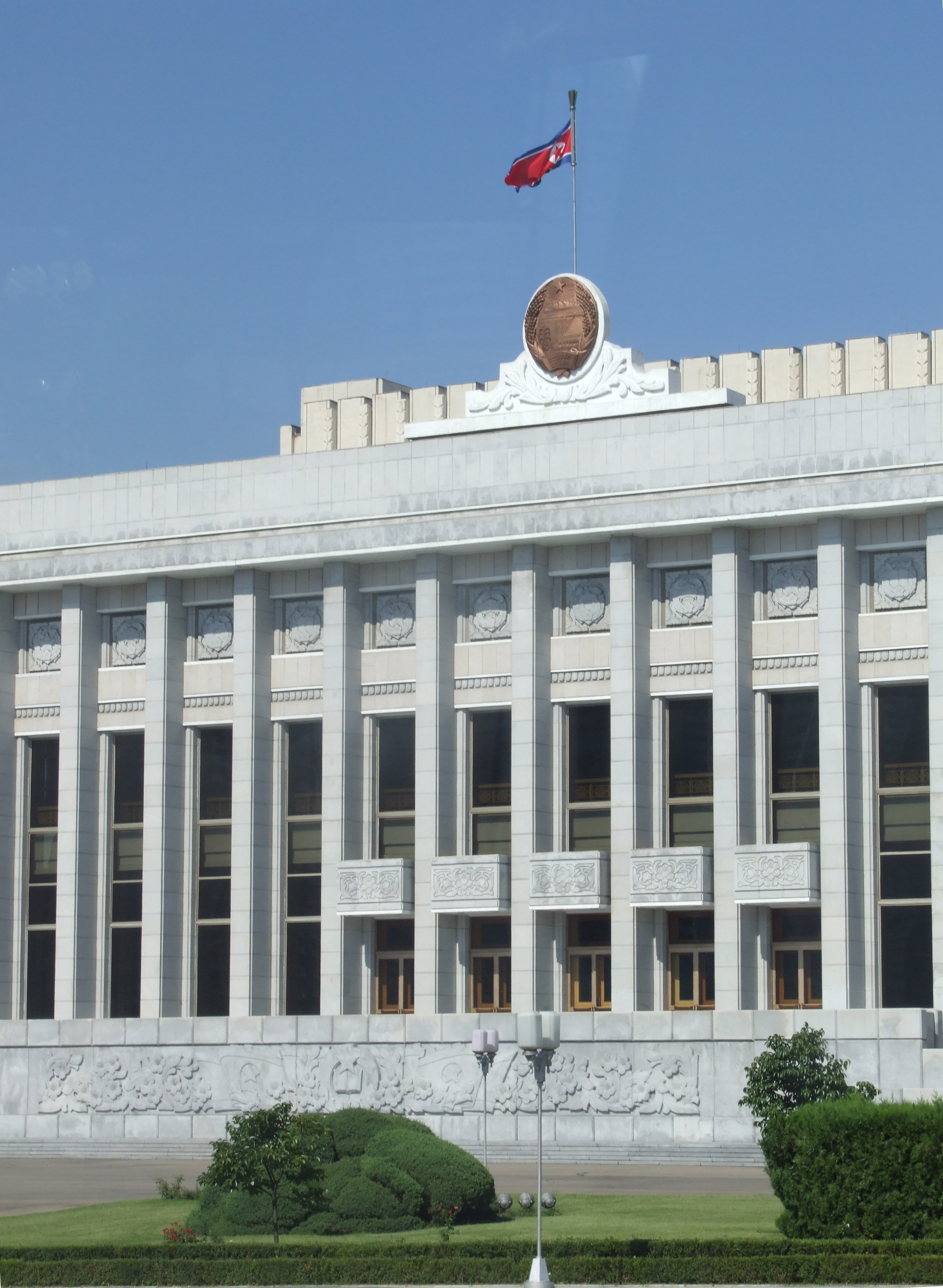